# Kanzel (Taiting)

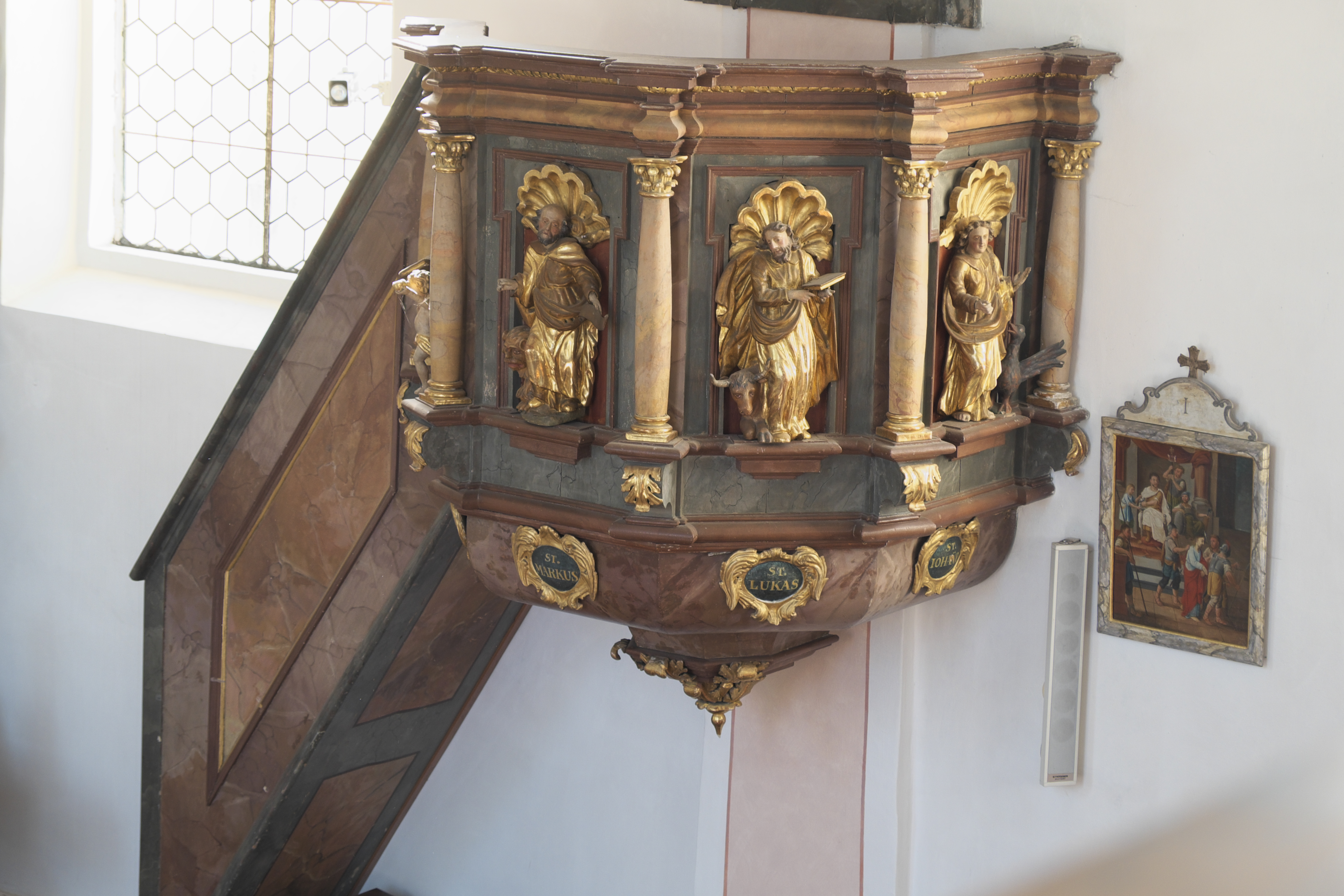
Kanzelkorb in Taiting

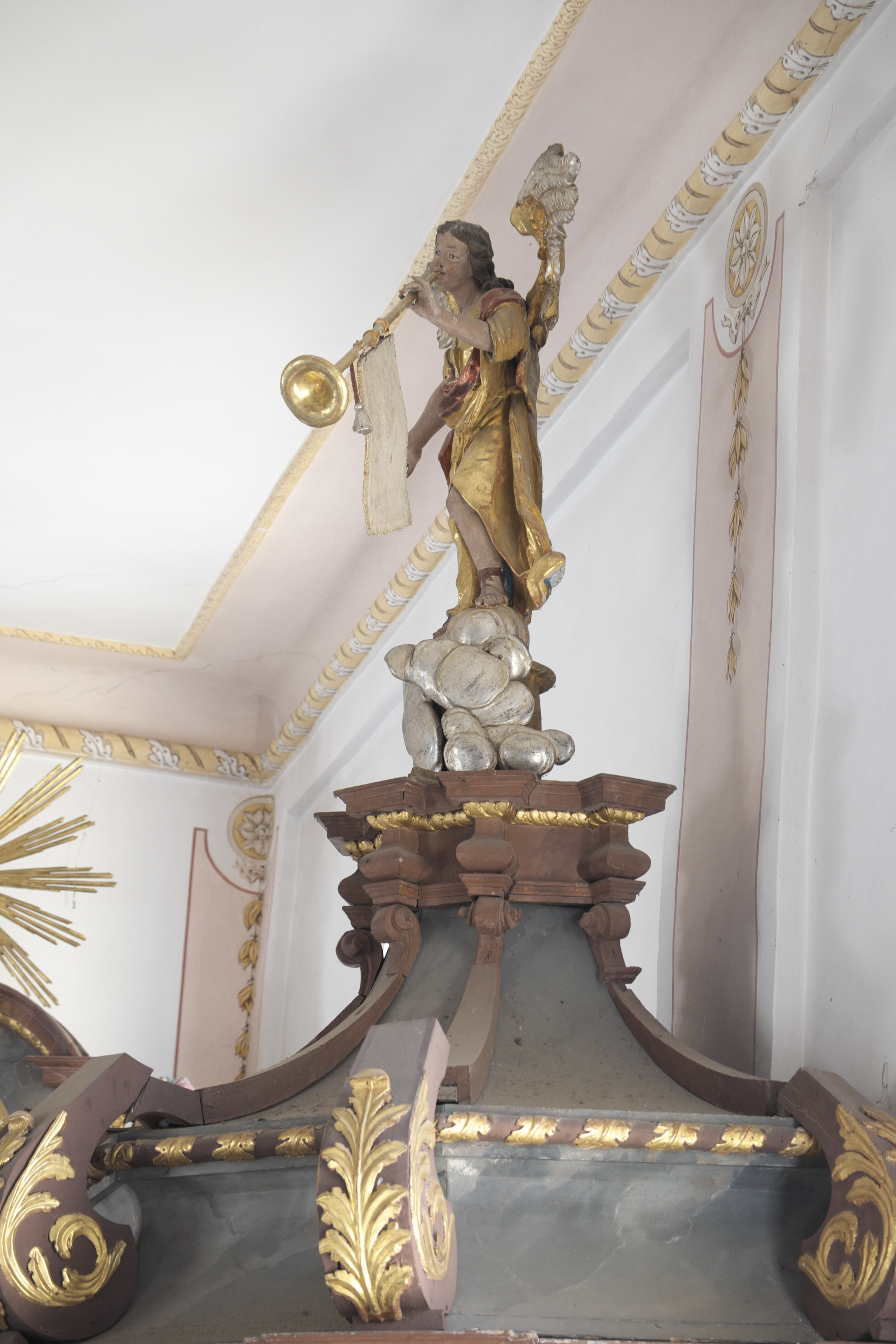
Schalldeckel mit Posaunenengel

Die Kanzel in der katholischen Pfarrkirche Mariä Verkündigung in Taiting, einem Gemeindeteil von Dasing im Landkreis Aichach-Friedberg im bayerischen Regierungsbezirk Schwaben, wurde im 18. Jahrhundert geschaffen. Die Kanzel ist ein Teil der als Baudenkmal geschützten Kirchenausstattung.
Die hölzerne Kanzel im Stil des Barocks besitzt am Kanzelkorb Statuetten der Evangelisten. Sie werden von Säulen mit korinthischen Kapitellen gerahmt.
Der runde Schalldeckel mit Gesims wird von einem Posaunenengel bekrönt. An der Unterseite ist eine Heiliggeisttaube zu sehen.